# Alejandro Blanco y Assensio

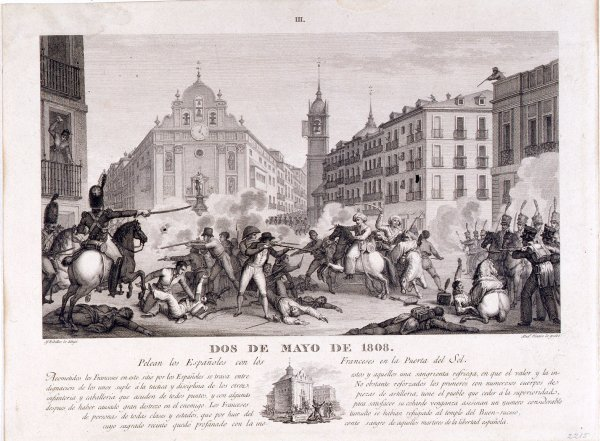
Dos de mayo de 1808. Pelean los españoles con los franceses en la Puerta del Sol, grabado en cobre, talla dulce, Museo de Historia de Madrid.

Alejandro Blanco y Assensio (Suellacabras, Soria, 1779-Madrid, 1848) fue un grabador en láminas de cobre y litógrafo español.

## Biografía y obra
Formado en la Real Academia de Bellas Artes de San Fernando, en 1829 fue admitido en ella como académico de mérito.
A la muerte de Vicente López Enguídanos, en 1800, se incorporó al trabajo de ilustrar los  Icones et descriptiones plantarum de Antonio José Cavanilles, que aquel había dejado a falta de treinta y nueve ilustraciones, tras grabar trescientas cincuenta y nueve. Posteriormente, y junto a la realización de algunos retratos (María Isabel de Braganza, María Josefa Amalia de Sajonia) y numerosas orlas y encabezamientos en documentos oficiales, trabajó asiduamente en la iluminación de libros, entre ellos el Compendio de la historia de España de Luis Anquetil (1806) y el Viaje arquitectónico anticuario de España de José Ortiz (1807). Hacia 1816 colaboró con la colección de cuatro estampas de la Guerra de la Independencia española por dibujos de José Ribelles inspirados en los de Tomás López Enguídanos, de los que Blanco grabó los correspondientes al enfrentamiento de los patriotas con los franceses en la Puerta del Sol, las matanzas en el Paseo del Prado y la muerte de Daoiz y Velarde defendiendo el cuartel de artillería. También por dibujos de  Ribelles grabó en cobre la mitad de las estampas que ilustraban la edición del  Quijote de 1819.
Al generalizarse la litografía participó en la más notable de las obras promovidas por el Real Establecimiento Litográfico de Madrid, dirigido por José de Madrazo: la Colección litográfica de los cuadros del rey de España el señor don Fernando VII formada por 198 estampas reunidas en tres volúmenes aparecidos entre 1829 y 1832. A Blanco correspondieron en esta obra colectiva las reproducciones de Diana y Acteón y Diana descubre la falta de Calixto según las copias hechas por Juan Bautista Martínez del Mazo de los originales de Tiziano, a quien se atribuyen en las estampas, La Magdalena y dos ángeles de Annibale Carracci, Los borrachos  de Velázquez, San Mateo y san Juan Evangelista de Juan Ribalta pero con atribución a su padre, Francisco Ribalta, y La serpiente de metal de Anton van Dyck, con antigua atribución a Rubens.